# Tepehua de Tlachichilco
Le tepehua de Tlachichilco est une langue totonaque parlée dans l'État de Veracruz, au Mexique.

## Classification
Le tepehua de Tlachichilco appartient, comme tous les parlers tepehuas (en), à la famille de langues amérindiennes des langues totonaques.
La langue est parlée à Tlachichilco et dans les localités voisines de Chintipán, Tierra Colorada et Tecomajapa.